# Edmund Burke
Edmund Burke (12 tháng 1 năm 1729 - 9 tháng 7 năm 1797) là một chính khách, nhà văn, nhà hùng, nhà lý thuyết học chính trị, và nhà triết học người Ireland. Sau khi chuyển tới Anh sinh sống, Edmund Burke đã phục vụ nhiều năm trong Viện Thứ dân Vương quốc Anh với tư cách là thành viên của đảng Whig.
Ông được nhớ đến chủ yếu là người đã ủng hộ những nhà Cách mạng Hoa Kỳ, và sau đó là phản đối cuộc Cách mạng Pháp. Sự phản đối cuộc cách mạng Pháp của Burke đã khiến ông trở thành nhân vật đi đầu thuộc phái bảo thủ trong đảng Whig, bè phái mà ông gọi là "Old Whigs" (Đảng viên Whig già), đối lập với những người ủng hộ cuộc cách mạng Pháp "New Whigs" (Đảng viên Whig trẻ), đứng đầu bởi Charles James Fox.
Edmund Burke được xem là nhà sáng lập tư tưởng của chủ nghĩa bảo thủ hiện đại, và là đại diện của chủ nghĩa tự do cổ điển.

## Cuộc đời

### Thời ấu thơ và niên thiếu
Edmund Burke sinh ra tại Dublin, Ireland. Cha mẹ ông là những người có tôn giáo riêng của mình: cha ông là tín đồ của đạo Tin Lành, còn mẹ ông lại chọn Công giáo làm tôn giáo của mình. Cậu bé Burke được giáo dục như một tín hữu của đạo Tin Lành và học tại Học viện Chúa Ba ngôi, Dublin vào năm 1744. 

### Trưởng thành
Năm 1750, Edmund Burke bắt đầu học luật tại Middle Temple, Luân Đôn, Anh. Tuy nhiên, ngay sau đó, Burke quyết định chọn con đường khác khi du lịch khắp châu Âu lục địa. Năm 1757, ông xuất bản tác phẩm mỹ học Tìm hiểu nguồn gốc những ý tưởng của chúng ta về cái trác tuyệt và cái đẹp, và ngay lập tức ông đã gây chú ý cho nhiều bộ óc lớn đương thời như Denis Diderot, Immanuel Kant. Tại xứ sở sương mù, Burke kết bạn với nhiều người như Samuel Johnson, David Garrick, Oliver Goldsmith, Joshua Reynolds.

## Tổng quan về sự nghiệp
Burke là một trong những nhà triết học quan trọng của thời kỳ Khai sáng và là một trong những nhà triết học lớn nhất của Ireland thời kỳ này. Ông là một trong những người đứng trên lập trường chủ nghĩa hoài nghi để đưa ra những tư tưởng triết học của mình. Ngoài ra, Burke còn là một chính trị gia gây nhiều tranh cãi. Thêm vào đó, ông còn viết những tác phẩm mỹ học, sáng lập tạp chí Annual Register. Người ta cũng có thể biết đến Burke như là một trong những nhà hùng biện xuất sắc nhất của Anh lúc đó.

## Những nét chính

### Chính trị
Nếu như ông ủng hộ kiều dân Mỹ chống lại vua George III của Anh, từ đó dẫn đến Cách mạng Mỹ thì ở chiều ngược lại, cũng là ông nhưng lại là chống đối quyết liệt Cách mạng Pháp. Việc chống lại Cách mạng Pháp, một trong những sự kiện lớn nhất lịch sử thế giới, đã khiến Burke trở thành người đối lập với một nhóm có tên là Tân Whigs (đó là phe cấp tiến trong Đảng Whig, còn phe bảo thủ mà Burke ngả về được chính ông đặt tên là Cựu Whigs).
Burke là người biện giải đầu tiên cho những quy ước hiến pháp lâu đời, tư tưởng của đảng. Đối với ông, vai trò của người nghị viên là người đại diện tự do chứ không phải là người được ủy nhiệm, tức là nếu Burke có đi bỏ phiếu thì ông chỉ cần bỏ phiếu theo suy nghĩ của bản thân.

### Triết học

#### Tổng quan tư tưởng
Chủ nghĩa hoài nghi bảo thủ có lẽ là điểm nổi bật nhất trong triết học của Burke. Nhà triết học Ireland này luôn tỏ rõ sự ngờ vực của mình đối với chủ nghĩa duy lý chính trị. Chẳng cần đến khi bàn về Cách mạng Pháp trong tác phẩm Suy nghĩ về Cách mạng Pháp (1790) mà ngay khi phái cấp tiến ở Anh đòi một cuộc cải cách dân chủ trong Nghị viện cách đó khoảng 9, 10 năm, Burke đã thể hiện rõ tính chất bảo thủ này của mình khi có ý kiến phản bác lại phái này. Burke nổi lên là nhà vô địch của chủ nghĩa hoài nghi khi ông chống lại chủ nghĩa duy lý của thời kỳ Khai sáng, thứ mà ông nghĩ "sự tự mãn siêu hình học giả mạo" của nó đã tạo ra "cuộc cách mạng của lý thuyết suông và giáo điều không thực tế". 

#### Khế ước xã hội
Hệ quả rõ ràng mà chủ nghĩa hoài nghi bảo thủ của Burke đem lại đó là tôn sùng sự tự do do khế ước xã hội mang lại. Các khối thịnh vượng chung không được xây dựng và thay đổi theo các nguyên tắc tiên thiên. Khái niệm về một đạo luật nguyên thủy của khế ước chỉ là nguyên tắc chung. Khế ước duy nhất trong chính trị chính là cái đồng thuận cột chặt tất cả các thế hệ; "chỉ là một mệnh đề trong khế ước nguyên thủy vĩ đại của xã hội vĩnh cửu".
Burke không chấp nhận tính duy ý chí trong khế ước tự do duy lý chủ nghĩa. Cá nhân không tự do sáng tạo thể chế chính trị. Xã hội, chính trị và luật lệ không "nằm dưới quyền kiểm soát của những người, mà vì bổn phận, và vì cực kỳ ưu việt, buộc ý chí mình tuân thủ luật lệ đó". Con người và các nhóm "không được tự do về mặt đạo đức, không được tùy ý" tiêu diệt các cộng đồng và gây nên "tình trạng hỗn loạn phi xã hội, thô lỗ, không liên lạc gì với nhau".

#### Trí tuệ của con người
Burke còn suy nghĩ rằng, trí tuệ của con người là hạn hẹp, nhưng họ cố vượt qua những giới hạn để đến với những ý thức hệ viển vông. Họ cho rằng, không có rào cản trong công việc đó và với sức mạnh của mình và thông qua chính trị, thực tế sẽ phù hợp với ảo tưởng của họ. Qua đó Burke muốn chúng ta đánh giá đúng khả năng của mình, "đẳng cấp lệ thuộc của mình trong tạo hoá". Lý luận của ông đó là Thượng đế chỉ cho chúng ta đứng ở một vị trí nhất định và chúng ta phải biết giới hạn khi đứng ở đó. Burke còn khuyên rằng các chính trị gia đừng dựa vào trí tuệ của mình mà hãy dựa vào "ngân hàng chung và vốn liếng của các quốc gia và của mọi thời đại". Ông cũng cho rằng vì mọi người quên mất điều này nên mới cố theo cải cách mang tính duy lý, những thứ vượt quá khả năng của bản thân.

#### Cách mạng Pháp
Burke đã không tiếc lời thậm tệ để chỉ trích Cách mạng Pháp. Nhiều ý kiến của ông chứng tỏ điều đó. Ông nói người Pháp có tội lỗi là bởi "sự tinh tế khó hiểu của siêu hình học chính trị của họ". "Niềm tin vào chủ nghĩa giáo điều của các triết gia" khiến họ lệ thuộc vào cái trừu tượng, sự tư biện và nguyên lý tiên thiên của tự nhiên, tự do và bình đẳng, coi đó là nền tảng của cải cách. Burke đã thực hiện một phép giữa người Pháp và người Anh khi ông có ý kiến rằng: "...không có những ảo tưởng như vậy; họ hiểu sự phức tạp và dễ vỡ của bản chất con người và những thiết chế do con người dựng lên..."

#### Tự nhiên vàtrật tự tự nhiên
Khi nhìn vào những tác phẩm Burke trình bày về nước Pháp, ta có thể thấy một điều: Ông đề cập nhiều đến các nguyên tắc bất biến.
Ý kiến của Burke cho rằng, cảm xúc và tinh thần của con người phù hợp với sự sắp xếp vĩ đại của vũ trụ. Diễn giải cụ thể hơn, xung lực của tự nhiên cũng đã ẩn chứa sự tự kiềm chế và phê bình, đạo đức và tinh thần xuất phát từ nó và ủng hộ nó nếu xét về bản chất. Hệ luận là xã hội và nhà nước tạo điều kiện để con người phát huy hết tiềm năng của bản thân, hiện thân của sự thiện hảo phổ biến; đại diện cho thỏa thuận về quy phạm và cứu cánh. Cộng đồng chính trị hành động đúng như một khối thống nhất.
Cách lý giải trên của Burke thể hiện sự kính trọng lịch sử, tục lệ và thành tựu xã hội. Do đó, theo nhà triết học Ireland, việc biến đổi xã hội là tất yếu khả hữu và đáng mơ ước. Nhưng phạm vi và vai trò của tư tưởng phải hoạt động như một công cụ của cải cách. Công cụ đó phải hoạt động với sức mạnh mà căng thẳng hay khả thể đặc biệt nào đó đem lại, sự tỉ mỉ trong những quá trình, chứ không phải với kế hoạch to tát đòi sự can thiệp rộng lớn. Hơn nữa, công cụ đó cũng không được nhấn mạnh đến cứu cánh khi đã gây tổn thất. Nói rõ ra, nó không để cho chủ nghĩa duy tâm đạo đức đối lập cực đoan với trật tự đương thời. Nếu để chuyện đó xảy ra, nó sẽ tác động đến sự phát triển tự nhiên của xã hội, kích hoạt những lực lượng không thể kiểm soát được và cả những phép biện chứng của những yếu tố bị loại trừ. Diễn giải như vậy, Burke đi đến một hy vọng đó là không cần phải thực hiện những cứu cánh cụ thể mà chỉ cần hòa giải những thành tố của cộng đồng là được.

## Ảnh hưởng[7]
Burke thể hiện rõ ảnh hưởng của mình đến với những người phản cách mạng ở Đức và Pháp. Ảnh hưởng của ông đến nước Anh còn lớn hơn, bền vững hơn, cân bằng hơn.

## Tác phẩm[7]
- Tìm hiểu nguồn gốc những ý tưởng của chúng ta về cái trác tuyệt và cái đẹp (1757)
- Suy tưởng về nguyên nhân những bất bình hiện thời (1770)
- Suy nghĩ về Cách mạng Pháp (1790)